# Andrea Collinelli
Andrea Collinelli, född den 2 juli 1969 i Ravenna, Italien, är en italiensk tävlingscyklist som tog OS-guld i cykelförföljelsen vid olympiska sommarspelen 1996 i Atlanta.